# Улица Гафури (Уфа)

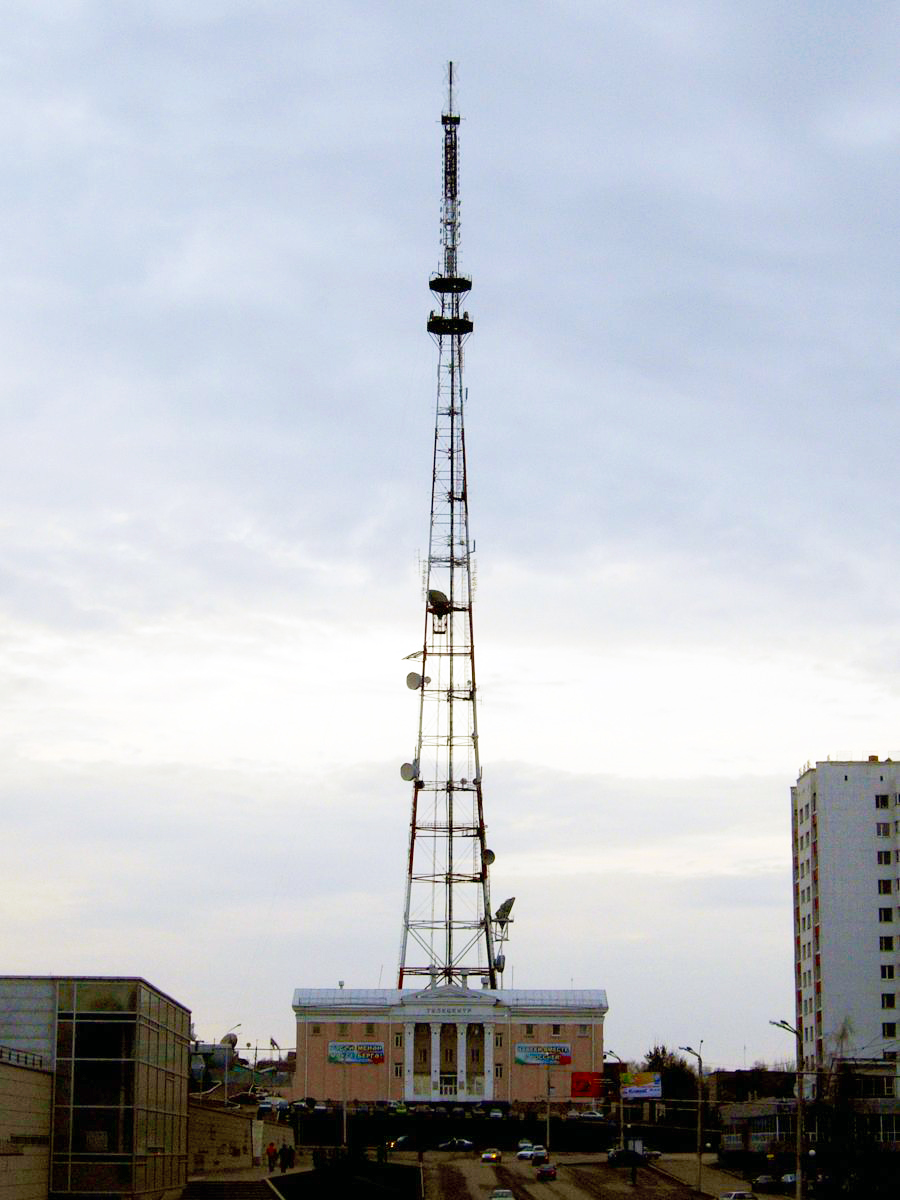
Телецентр (Уфа)

Улица Гафури в Уфе расположена на границе Кировского и Ленинского районов Уфы. Пролегает с юга на север от уфимского телецентра до Токарной улицы в районе Революционной улицы.

## История
Первоначально улица называлась Никольской улицей по названию Никольской часовни, находившейся неподалёку на одноимённой площади около нынешнего трамвайного кольца. К этой часовне по Никольской улице совершались крестные ходы для встречи и проводов икон Казанской Божией Матери и Святителя Николая Чудотворца.
После Октябрьской революции, в 1925 г., часовня была снесена, а сама улица была переименована в честь классика башкирской и татарской литературы Мажита Гафури ещё при его жизни, в 1923 году.
В 1959 г. на улице Гафури был построен уфимский телецентр, ставший городской достопримечательностью и своеобразным городским ориентиром.
В настоящее время южная часть улицы Гафури застроена современными зданиями, в то время как её северная часть преимущественно представляет собой частный сектор с деревянными домами. Южная часть улицы вместе с улицей Заки Валиди используется для спортивных состязаний.